# Glypta amabilis
Glypta amabilis är en stekelart som beskrevs av Dasch 1988. Glypta amabilis ingår i släktet Glypta och familjen brokparasitsteklar. Inga underarter finns listade i Catalogue of Life.